# Obús Tipo 96 150 mm
El Tipo 96 150 mm  (九六式十五糎榴弾砲 Kyūroku-shiki Jyūgo-senchi Ryūdanhō?) era un obús de 150 mm empleado por el Ejército Imperial Japonés durante la Segunda Guerra Mundial. Iba a reemplazar al Obús Tipo 4 150 mm en las unidades de primera línea, aunque disparaba la misma munición. A este obús se le dio la denominación Tipo 96 por haber sido aceptado en el año 2596 del calendario japonés (1936).

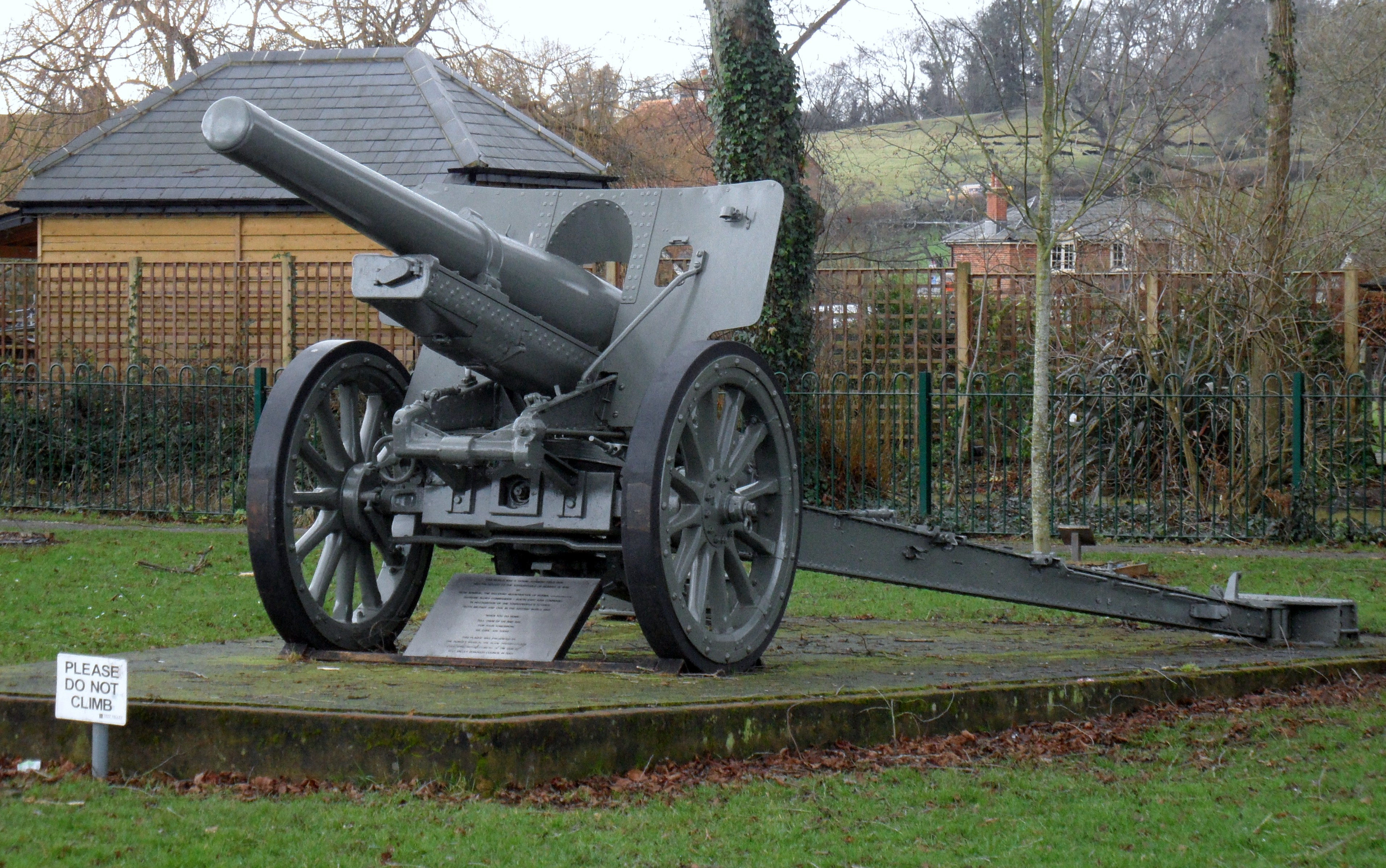
Un Tipo 96 150 mm con escudo, en Romsey Park.

## Historia y desarrollo
El desarrollo de un nuevo obús para el Ejército Imperial Japonés empezó en 1920 y siguió por más de una década. El Ejército Imperial Japonés envió a varios agregados militares a Europa durante la Primera Guerra Mundial, que observaron la efectividad de los bombardeos artilleros continuos contra defensas estáticas e infantería enemiga. Las especificaciones finales que estarían acordes con los requisitos del Ejército para su nuevo obús  eran una elevación de 65 grados, un alcance máximo de 10.972,8 m y poder ser remolcado por un equipo de seis caballos. El nuevo diseño estaba listo para 1934, pero el Jefe del Estado Mayor Kazushige Ugaki se opuso al inicio de su producción hasta que se le hicieran algunas mejoras. Su producción se inició en 1937. En total se produjeron 440 unidades.
El Tipo 96 revisado puede identificarse por una caña relativamente corta, cuya boca está a corta distancia de la cuna rectangular, tres planchas de anclaje desmontables, un cierre desmontable en cada cola, cuñas para las ruedas y ballestas sobre el eje.

## Diseño
El obús Tipo 96 150 mm era considerado por la inteligencia militar Aliada como una de las más modernas, bien diseñadas y efectivas piezas de artillería del arsenal japonés. Montado sobre resistentes ruedas de madera con llantas de caucho, normalmente el obús era remolcado. Una de sus características más sobresalientes era su extrema capacidad de elevación de 65° (que solo podía emplearse luego de cavar un hondo pozo de recarga bajo el cierre de la recámara). Aunque el obús Tipo 96 150 mm fue fabricado en gran cantidad desde el momento de su adopción, no llegó a reemplazar completamente al Tipo 4 150 mm en las unidades de artillería japonesas. El Tipo 96, la última pieza de artillería desarrollada durante el periodo de redenominación, es más pesado que el Tipo 4, tiene un alcance ligeramente mayor y viaja como una sola carga cuando es remolcado. En viaje, va sobre una ballesta. Al disparar, la ballesta es comprimida y el obús dispara fuera de su eje. El Tipo 96 emplea la misma munición que el Tipo 4.
La munición que empleaba incluía obuses de alto poder explosivo, así como antiblindaje, shrapnel, fumígenos y trazadores incendiarios. 

## Historial de combate
El obús Tipo 96 150 mm fue empleado en combate por vez primera en la segunda guerra sino-japonesa y era muy apreciado por sus usuarios. También fue empleado en el Incidente de Nomonhan, durante las guerras fronterizas soviético-japonesas.
Tras el inicio de la Guerra del Pacífico, fue asignado a las unidades japonesas que participaron en la Batalla de Bataán y la Batalla de Corregidor en las Filipinas, así como en la Batalla de Guadalcanal. Varias unidades participaron en la Batalla de Okinawa. Continuó siendo el principal obús de las unidades de artillería japonesas hasta el fin de la Segunda Guerra Mundial.
Un ejemplar está conservado en el Museo Yushukan del Santuario Yasukuni en Tokio. Otro ejemplar (completo con su escudo, pero sin el cierre de la recámara) está en un estacionamiento de Bellevue, Washington, al este de la 124ª Avenida en el Camino Bel-Red.